# Benjamin Degen

Benjamin Degen (1988)

Benjamin «Benny» Degen (* 1. Oktober 1933; † 30. November 2013) war ein Schweizer Politiker (PdA, PdA 1944).
Degen war gelernter Mechaniker und arbeitete beim Amt für Sozialbeiträge des Kantons Basel-Stadt. Als orthodoxer Kommunist distanzierte er sich von der 68er- und der 80er-Bewegung. Als es im Zuge der Auseinandersetzungen um die Alte Stadtgärtnerei zu einer Spaltung der baselstädtischen PdA kam, schloss er sich der orthodoxen «PdA (gegr. 1944)» an, die in der Folge aus der PdA Schweiz ausgeschlossen wurde.
Degen gehörte von 1985 bis 1992 und von 1997 bis 2001 dem Grossen Rat des Kantons Basel-Stadt an. 2004 kandidierte er auf der Liste der Freisinnig-Demokratischen Partei für den Grossen Rat.
Sein Bruder Georges Degen war ein Vordenker der Progressiven Organisationen der Schweiz (POCH).